# 出馬
| ウィキペディアには「出馬」という見出しの百科事典記事はありません（タイトルに「出馬」を含むページの一覧/「出馬」で始まるページの一覧）。 代わりにウィクショナリーのページ「出馬」が役に立つかもしれません。 |